# Burg Wojaczów
Die Ruine der Burg Wojaczów (deutsch Burg Vogel(ge)sang; auch Burg Konradswalde) befindet sich am südöstlichen Ortsrand von Grzędy (Konradswalde), einem Ortsteil der Gemeinde Czarny Bór (Schwarzwalde) im Powiat Wałbrzyski in der Woiwodschaft Niederschlesien in Polen. Die Burg liegt zehn Kilometer südöstlich von Kamienna Góra (Landeshut).

## Geschichte
Die in einer Niederung als Wasserburg Conradiswalde errichtete Anlage wurde erstmals 1324 erwähnt und später als Burg Vogelgesang bezeichnet. Sie wurde vermutlich von Herzog Bolko I. errichtet und diente wie die benachbarten Burgen Fürstenstein, Hornschloss, Neuhaus und Kynast der Sicherung der Grenze gegenüber Böhmen. Wahrscheinlich sollte sie ursprünglich den Weg von Politz in Böhmen über Friedland oder Schömberg durch das Tal der Lässig in die schlesische Ebene sperren. Durch die Heirat der Prinzessin Anna von Schweidnitz 1353 mit dem böhmischen König und späteren Kaiser Karl IV. verlor die Burg Vogelgesang ihre strategische Bedeutung.
Nachdem sie ein Raubritternest geworden war, wurde die Burg 1355 von Herzog Bolko II. gestürmt. Er übergab sie zusammen mit der zugehörigen Herrschaft Konradswalde an die Brüder von Hackenborn (von Honkenberg). Beides gehörte zum Herzogtum Schweidnitz und gelangte mit diesem zusammen 1368 an die Krone Böhmen. Seit 1379 war die Burg im Besitz des Hermann von Czettritz d. Ä., der Hofmeister der Herzogin Agnes war. Dessen gleichnamiger Enkel Hermann von Czettritz d. J. sympathisierte mit den Hussiten, weshalb ein Breslauer Söldnerheer 1437 die Burg Vogelgesang teilweise zerstörte. Sie wurde nicht wieder aufgebaut; erhalten sind Mauer-, Wall- und Grabenreste.
Das Rittergut Konradswaldau blieb bis 1830 im Besitz der Familie von Czettritz. In diesem Jahr wurde es zusammen mit Schwarzwaldau von Otto Freiherr von Zedlitz-Neukirch erworben. 1851 gelangte Konradswaldau an dessen Schwiegersohn Bernhard von Portatius, bei dessen Nachkommen es bis 1945 verblieb.

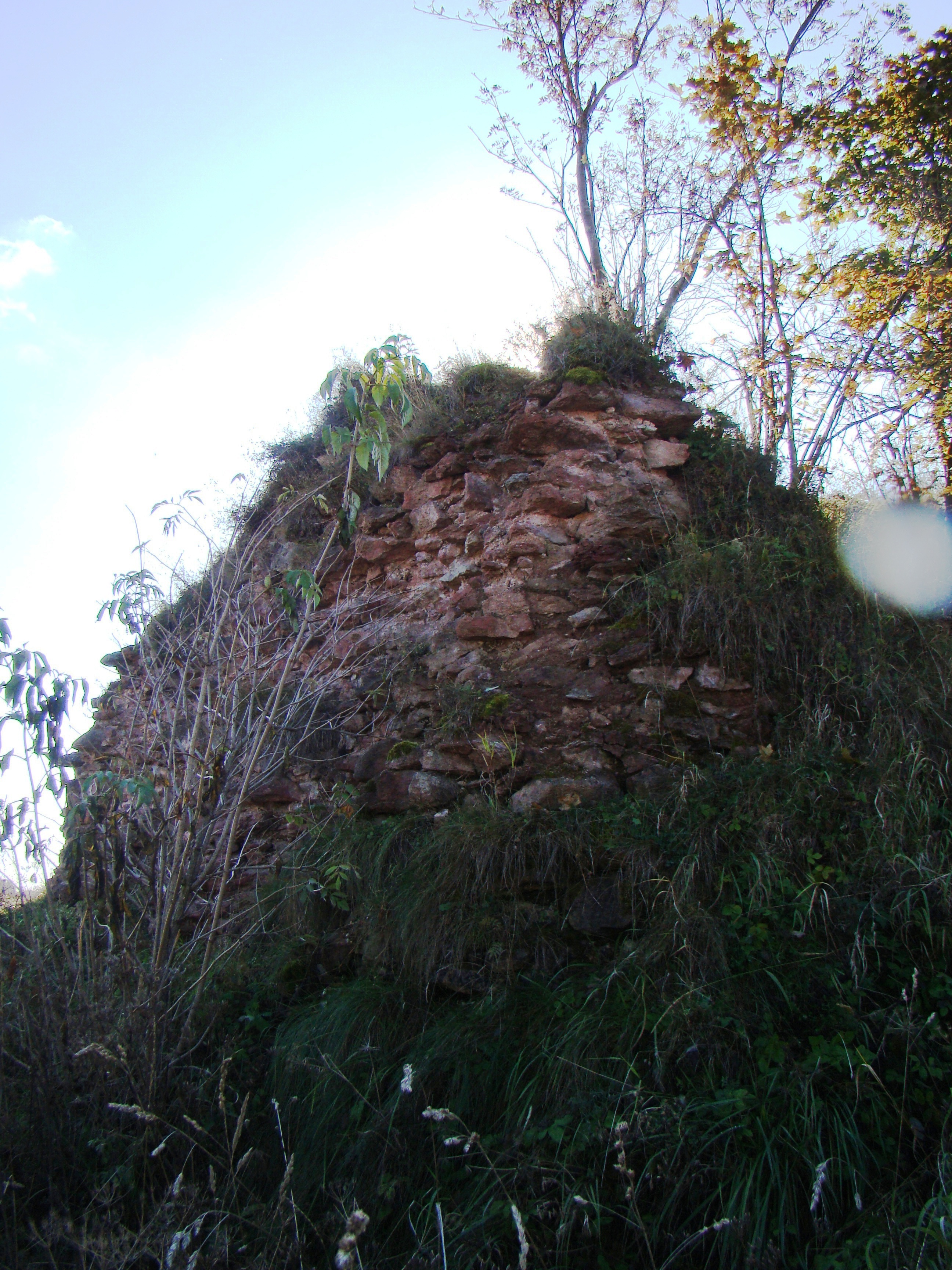
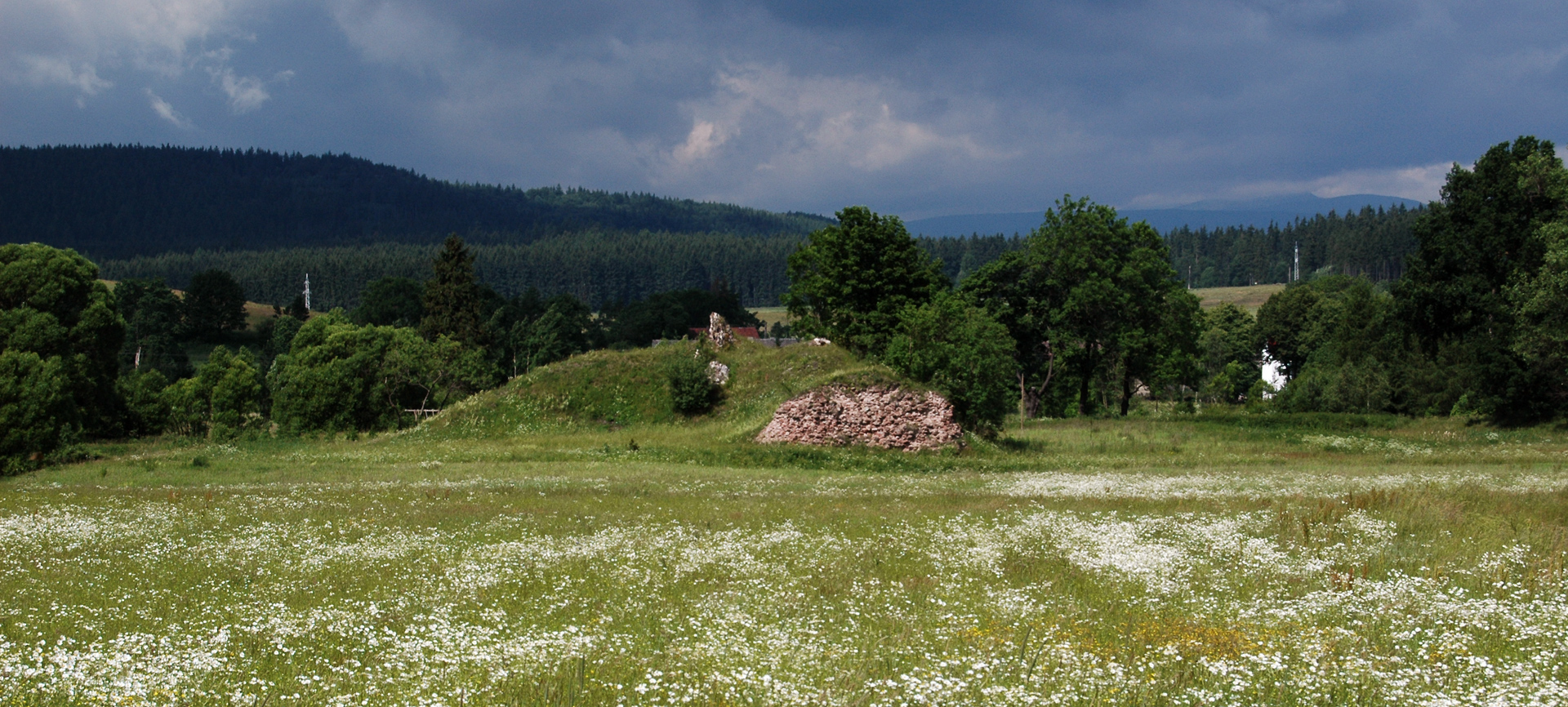
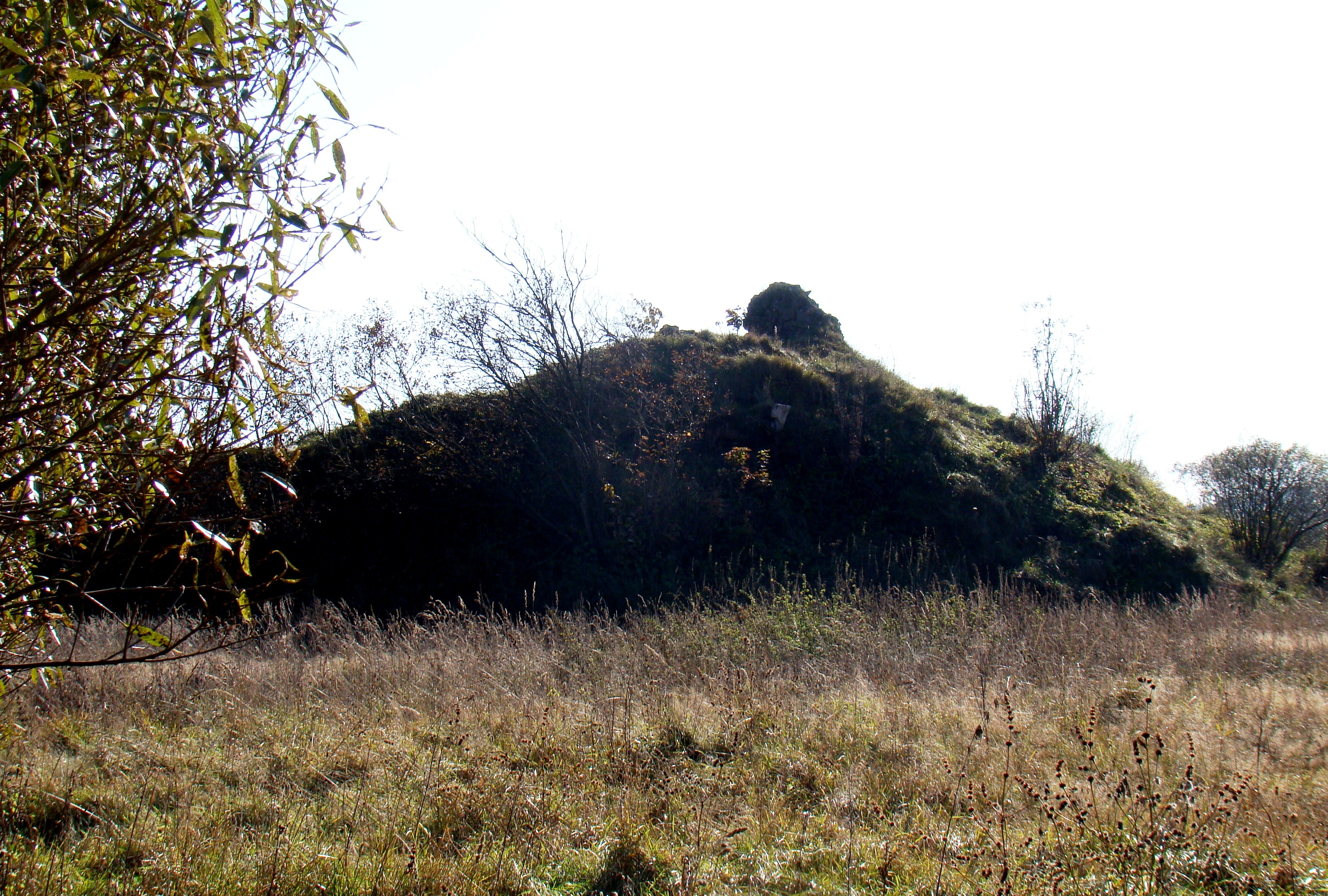
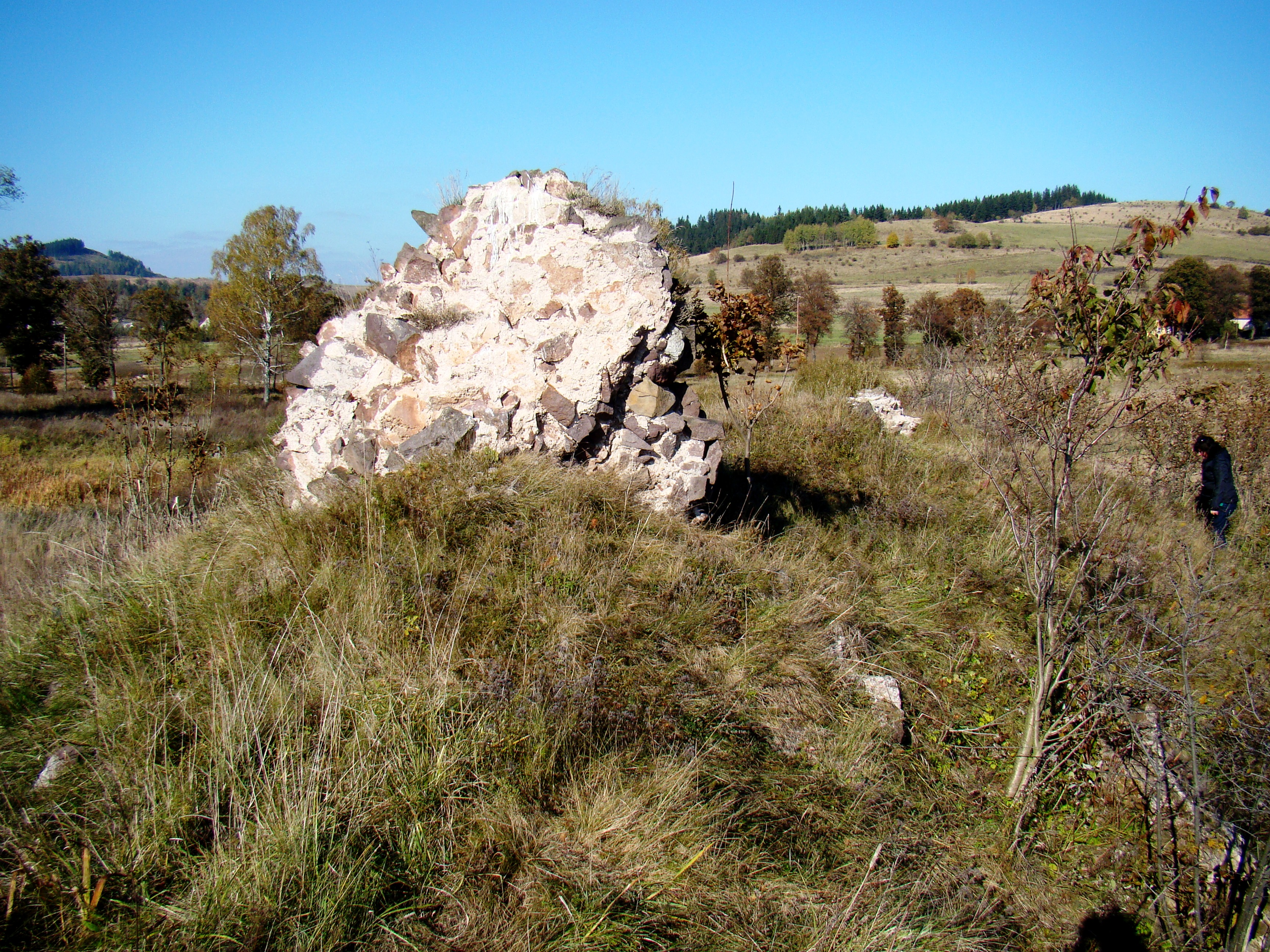